# Tooniverse
A Tooniverse (koreaiul: 투니버스, magyaros átírással: Tuniboszu) Dél-Korea első gyerektévéjeként, 1995. december 1-jén indult. Neve vegyülékszó, a cartoon (rajzfilm) és a universe (világegyetem) szavakból áll össze. Az adó tulajdonosa a CJ E&M Bangsongsa-obbumun (CJ E&M 방송사업부문). 2012-ben a csatorna saját televíziós sorozatot is készített Ma Boy címmel.

## Műsorok
- Naruto
- InuYasha
- Invader Zim
- The Crayon Kingdom of Dreams
- Pokémon
- Keroro
- Boys Over Flowers
- Conan, a detektív
- Dóra, a felfedező
- Doug
- Kilari
- A Simpson család
- Crayon Shin-Chan
- Shugo Chara!
- Johnny Test
- Reborn!
- All Grown Up!
- Hé, Arnold!
- Cheeky Angel
- ChalkZone
- Catscratch
- Black Rubber Shoes
- Giga Tribe
- Kimi ni Todoke: From Me to You
- Ninja Boy Rantaro
- UFO Baby
- Eden of the East
- Tsubasa: Reservoir Chronicle
- Nalong
- Robotjjippa
- Rolling Stars
- Rocko
- Rocket Power
- Rugrats
- Revbahaf Kingdom Rebuilding Story
- MetaJets
- Beyblade: Metal Fusion
- Bonobono
- Musti 3D
- Bleach
- Samgukjwi ago
- Azuki
- Kenichi: The Mightiest Disciple
- Sugar Sugar Rune
- Super GALS!
- Jaj, a szörnyek!
- Spheres
- Tom és Jerry
- Twin Princesses of the Wonder Planet
- Inazuma Eleven
- Kipper the Dog
- Dooly, the Little Dinosaur
- Atashin'chi
- Annyeong Jaduya
- Kirby: Right Back at Ya!
- Kung Fu Panda – A rendkívüliség legendája
- Random! Cartoons
- Legendz
- Soul Hunter
- Groove Adventure Rave
- Hikaru no go
- Sorcerer Hunters
- Twelve Warrior Explosive Eto Rangers
- Tales at North Hills High
- A Little Snow Fairy Sugar
- Gunparade March
- Voices of a Distant Star
- To Heart
- S.T.R.A.M.M – A kém kutya
- Haré+Guu
- Twin Spica
- Chibi Maruko-chan
- Macross
- Midori Days
- The Law of Ueki
- Yakitate!! Ja-pan
- Ouran High School Host Club
- Ori Princess
- Pelswick
- Planet Sheen
- Major
- Chimpui
- MacsEb
- SpongyaBob Kockanadrág
- Ojamajo Doremi
- Ashita no Nadja
- My Bride is a Mermaid
- Az életem tinirobotként
- Gintama
- Queen Millennia
- Ultimate Muscle: The Kinnikuman Legacy
- Anpanman
- Marude Dameo
- Zatch Bell!
- Tottemo! Luckyman
- Kekkaishi
- GeGeGe no Kitaro
- Lupin III
- Cowboy Bebop
- A Penguin's Troubles
- A Little Princess Sara
- Ghost Hunt
- Ghost in the Shell
- Demon Detective Neuro Nōgami
- Emma
- Chrono Crusade
- Hi? Jaduya!
- The Kindaichi Case Files
- The X's
- The Ren & Stimpy Show
- The Wild Thornberrys
- Korra legendája
- Montana Jones
- Wedding Peach
- Wedding Peach DX
- Mama Loves the Poyopoyo-Saurus
- Tündéri keresztszülők
- Mobile Suit Gundam SEED
- Yumeiro Pâtissière
- The Voice Kids